# ニチレイ
株式会社ニチレイ（英: NICHIREI CORPORATION）は、ニチレイグループを統括する持株会社である。事業会社であるニチレイフーズが手がける冷凍食品とニチレイロジグループ本社の低温物流、冷蔵倉庫では国内最大手、世界でも上位に位置している。
春光グループ、芙蓉グループに属する。日経平均株価およびJPX日経インデックス400の構成銘柄の一つ。
コミュニケーション メッセージは「おいしい瞬間を届けたい」。

## 概要
加工食品事業の冷凍食品分野では日本国内最大であり、ニッスイ、マルハニチロ、味の素（味の素冷凍食品）、日本たばこ産業（テーブルマーク）とともに、国内5大メーカーを構成する。
加工食品事業のほかに低温物流・冷蔵倉庫事業を主力事業とし、日本の低温物流企業での売上高は1位、冷蔵倉庫設備能力シェアにおいても1位に位置する。
海外にも両事業を中心に展開しており、北米アジアンフーズ市場（加工食品事業）ではシェア1位、世界の冷蔵倉庫設備能力シェア（低温物流事業）では5位に位置している。
主力の2事業以外にも畜産・水産事業、バイオサイエンス事業、不動産事業を手掛け、調達・生産・物流・販売の食の川上から川下までをニチレイグループ内で一貫して行っている。

設立以来、本社機能と全事業を一社で統括していたが、各事業領域における競争環境の急速な変化や事業内容の高度・専門化等に対応するため、2005年に意思決定や環境適応の迅速化を追求することを目的に持株会社体制へ移行した。これに伴い、採用や買収といった業務も各事業会社で独立して行うこととなった。

## 沿革

### 前身企業の設立～民営化
- 1942年9月－水産統制令により、「日本海洋漁業統制（株）」「帝国水産統制（株）」の設立命令発令
- 1942年12月－日本水産（現ニッスイ）の陸上設備・工場・販売機能を帝国水産統制株式会社に譲渡・設立、政府の管理下に置く[12][13]。
- 1943年－漁業会社の統制、製氷・冷蔵・凍結、水産の各事業を開始
- 1945年12月1日－日本冷蔵株式会社に商号変更、民営化される。

### 日本冷蔵株式会社時代
- 1955年－水産物の洋上輸出開始
- 1956年－畜産事業開始
- 1959年－長距離冷凍トラックを開発
- 1960年－農畜産品の研究のため、鎌ヶ谷試験所を開設（回転鶏舎を設置）
- 1964年－東京オリンピックの選手村へ多種多彩な冷凍食材を大量供給
- 1970年－日本万国博覧会（大阪）に食堂「テラス日冷」を出店
- 1982年－バイオテクノロジー分野へ進出

- 1985年2月1日－民営化40周年を控えて、株式会社ニチレイに商号変更。
- 1988年－欧州で低温物流事業開始、アセロラドリンクを発売
- 1993年－通過型物流センター（TC）事業を本格的に開始
- 1994年－電子レンジ対応冷凍食品の先駆け「新・レンジ生活」発売
- 2001年－家庭用冷凍食品「本格炒め炒飯」発売
- 2004年－中国での低温物流事業開始
- 2005年4月1日－持株会社体制へ移行、各事業を分社化。社名は変更なし。

### 持株会社移行後
- 2007年－直営の養鶏場設立。岩手県洋野町で「純和鶏」養鶏開始。
- 2008年－タイにチキン加工品のフルインテグレーション工場設立
- 2011年－免震対応などの先進技術を業界に先駆けて導入した、高機能大型冷蔵倉庫を新設。
- 2012年－北米事業でのアジアンフード事業開始
- 2013年－タイで低温物流事業開始
- 2019年－バイオサイエンス事業の研究開発・生産拠点を新設[9]

## グループ体制

### 持株会社
- ニチレイ
  - ニューハウジング
  - ニチレイアウラ
  - ニチレイビジネスパートナーズ
  - 帝国ホテルキッチン（帝国ホテルとの合弁会社）
  - 日立フーズ&ロジスティクスシステムズ（日立製作所との合弁会社）

### 加工食品事業
- ニチレイフーズ
  - ニチレイ・アイス
  - ニチレイウエルダイニング
  - 中冷
  - キューレイ
  - ニチレイアグリ
  - ミーニュー
  - Surapon Nichirei Foods Co. Ltd.
  - GFPT Nichirei (Thailand) Company Limited
  - 山東日冷食品有限公司
  - 日冷食品貿易（上海）有限公司
  - 日冷企業管理諮詢（上海）有限公司
  - Nichirei do Brasil Agricola Ltda （NIAGRO）
  - Nichirei Suco Vietnam Co., Ltd.
  - Nichirei Foods U.S.A. Inc.
  - Nichirei Australia Pty. Ltd.
  - InnovAsian Cuisine Enterprises Inc.
  - Nichirei Sacramento Foods Corporation

### 水産・畜産事業
- ニチレイフレッシュ
  - ニチレイフレッシュプロセス
  - フレッシュまるいち
  - ニチレイフレッシュファーム
  - フレッシュチキン軽米
  - フレッシュミート佐久平
  - Nichirei Seafoods, Inc.
  - 日照美冷食品貿易有限公司
  - Nichirei Fresh Hong Kong, Ltd.
  - Nichirei Fresh Vietnam Co., Ltd.
  - Trans Pacific Seafood Co., Ltd.

### 低温物流事業
- ニチレイロジグループ本社
  - ロジスティクス・ネットワーク
  - キョクレイ
  - NKトランス
  - 名古屋冷蔵
  - ニチレイ・ロジスティクスエンジニアリング
  - ニチレイ・ロジスティクス北海道
  - ニチレイ・ロジスティクス東北
  - ニチレイ・ロジスティクス東海
  - ニチレイ・ロジスティクス関西
  - ニチレイ・ロジスティクス中四国
  - ニチレイ・ロジスティクス九州
  - Nichirei Holding Holland B.V.
  - Hiwa Rotterdam Port Cold Stores B.V.
  - Thermotraffic Holland B.V.
  - Thermotraffic UK Ltd.
  - Thermotraffic GmbH
  - Kevin Hancock Ltd.
  - Frigo Logistics Sp. z o.o.
  - Armir Logistyka Sp. z o.o.
  - Transports Godfroy S.A.S
  - Entrepots Godfroy S.A.S
  - Norish Limited
  - 日冷物流投資（上海）有限公司
  - 上海鮮冷儲運有限公司
  - 上海鮮栄運物流有限公司
  - 江蘇鮮華物流有限公司
  - 南京鮮華物流有限公司
  - SCG Nichirei Logistics Co., Ltd.
  - NL Cold Chain Network(M)Sdn.Bhd.
  - Litt Tatt Enterprise Sdn.Bhd.

### バイオサイエンス事業
- ニチレイバイオサイエンス
  - Pathcom Systems Corporation

## 主な出資会社
大株主となっている企業のみを記述（上場企業に限る）。
- 芙蓉総合リース
- 三菱食品
- 京都ホテル

## 主な商品
- 本格焼おにぎり
- 本格炒め炒飯
- えびピラフ
- パリパリの春巻
- からあげチキン
- 特から
- 衣がサクサク牛肉コロッケ
- ミニハンバーグ
- 今川焼
- パーティアイス
- ローソンとの共同開発：からあげクンなど

## 提供番組
現在
- ニチレイ presents オードリーのオールナイトニッポン（ニッポン放送他全国36局ネット。冠スポンサー）ニッポン放送をキーステーションに放送されているラジオ番組。2014年10月4日からスポンサーを務めている。
- NICHIREI HAPPY FOODS（ZIP-FM 金曜13:00 - 16:00 JOYFUL内。冠スポンサー）

過去
- 木曜ゴールデンドラマ（読売テレビ制作・日本テレビ系列）
- 午後は○○おもいッきりテレビ(日本テレビ系列、12時台隔日)
- あったか生活!秘伝!カテイの魔法（毎日放送制作・TBSテレビ系列、メイン提供、2003年4月～2004年9月）
- THE BASEBALL 野球烈闘（TBSテレビ系列、2003年・2004年、水曜19時台のスポンサー）
- TBS火曜9時枠の連続ドラマ（TBSテレビ系列）
- ニチレイインターナショナル（日本女子プロゴルフ協会主催のトーナメント）（TBSテレビ系列。冠スポンサー）
- ニッポン放送ショウアップナイター他、NRNナイター金曜日
  - 2022年度まで・5大都市周辺はその他地元協賛社との複数提供だが、多くの地方局は名目上一社提供による協賛、後年の金曜日はイエローハットと共に提供、三洋物産に交代で降板